# كيفن جينينغز
كيفن جينينغز (بالإنجليزية: Kevin Jennings)‏ هو كاتب أمريكي، ولد في 8 مايو 1963 في فورت لودرديل في الولايات المتحدة.